# Фінал Кубка європейських чемпіонів 1956
Фінал Кубка європейських чемпіонів 1956 — фінальний матч розіграшу Кубка європейських чемпіонів сезону 1955—1956 років, у якому зустрілися іспанський «Реал Мадрид» та французький «Реймс». Матч відбувся 13 червня 1956 року на стадіоні «Парк де Пренс» у Парижі. Перемогу з рахунком 4:3 здобув «Реал Мадрид».

## Шлях до фіналу
| Реал Мадрид | Реал Мадрид          | Реал Мадрид | Реал Мадрид | Раунд      | Реймс        | Реймс                | Реймс    | Реймс    |
| ----------- | -------------------- | ----------- | ----------- | ---------- | ------------ | -------------------- | -------- | -------- |
| Суперник    | За сумою двох матчів | 1-й матч    | 2-й матч    |            | Суперник     | За сумою двох матчів | 1-й матч | 2-й матч |
| Серветт     | 7–0                  | 2–0 (Г)     | 5–0 (Д)     | 1/8 фіналу | Орхус        | 4–2                  | 2–0 (Г)  | 2–2 (Д)  |
| Партизан    | 4–3                  | 4–0 (Д)     | 0–3 (Г)     | 1/4 фіналу | Вереш Лобого | 8–6                  | 4–2 (Д)  | 4–4 (Г)  |
| Мілан       | 5–4                  | 4–2 (Д)     | 1–2 (Г)     | 1/2 фіналу | Гіберніан    | 3–0                  | 2–0 (Д)  | 1–0 (Г)  |

## Деталі матчу
| 13 червня 1956 |

| Реал Мадрид                                | 4:3 | Реймс                             |
| ------------------------------------------ | --- | --------------------------------- |
| Ді Стефано 14' Ріаль 30', 79' Маркітос 67' |     | Леблон 6' Темплін 10' Ідальго 62' |

| «Парк де Пренс» (Париж) Глядачів: 38 239 Арбітр: Артур Елліс |

| Реал Мадрид | Реймс |

|                          |  |                     |  |
|                          |  |                     |  |
| В                        |  | Хуан Алонсо         |  |
| З                        |  | Анхель Атьєнса      |  |
| З                        |  | Рафаель Лесмес      |  |
| З                        |  | Маркітос            |  |
| ПЗ                       |  | Мігель Муньйос (к)  |  |
| ПЗ                       |  | Хосе Марія Саррага  |  |
| Н                        |  | Рамон Марсаль       |  |
| Н                        |  | Франсіско Хенто     |  |
| Н                        |  | Хосеїто             |  |
| Н                        |  | Альфредо Ді Стефано |  |
| Н                        |  | Ектор Ріаль         |  |
| Головний тренер:         |  |                     |  |
| Хосе Вільялонга Льоренте |  |                     |  |

|                  |  |                 |  |
| В                |  | Рене-Жан Жаке   |  |
| З                |  | Сімон Зімни     |  |
| З                |  | Робер Жонке (к) |  |
| З                |  | Рауль Жиродо    |  |
| ПЗ               |  | Робер Сятка     |  |
| ПЗ               |  | Мішель Леблон   |  |
| Н                |  | Мішель Ідальго  |  |
| Н                |  | Рене Бліяр      |  |
| Н                |  | Леон Гловацький |  |
| Н                |  | Раймон Копа     |  |
| Н                |  | Жан Темплін     |  |
| Головний тренер: |  |                 |  |
| Альбер Батте     |  |                 |  |